# 電視金鐘獎少年節目獎得獎列表
金鐘獎少年節目獎是由文化部影視及流行音樂產業局在臺灣舉辦的現行頒發獎項，前身為兒童少年節目獎，2022年起獨立頒發，與兒童節目獎拆分。

## 歷屆得獎暨入圍名單
|  | 獲獎者 |

### 少年節目獎（第57屆～至今）
| 年度 （屆數）   | 電視作品                                           |
| --------------- | -------------------------------------------------- |
| 2022 （第57屆） | 《kakudan時光機》／財團法人原住民族文化事業基金會  |
| 2022 （第57屆） | 《青春發言人4》／財團法人公共電視文化事業基金會    |
| 2022 （第57屆） | 《音樂關鍵字》／客家電視台                         |
| 2022 （第57屆） | 《練習生，衝一波！》／穩來影藝事業有限公司         |
| 2023 （第58屆） | 《小O事件簿》／客家電視台                          |
| 2023 （第58屆） | 《kakudan 時光機》／財團法人原住民族文化事業基金會 |
| 2023 （第58屆） | 《青春發言人4》／財團法人公共電視文化事業基金會    |
| 2023 （第58屆） | 《換個爸媽過幾天》／財團法人公共電視文化事業基金會 |
| 2024 （第59屆） | 《換個爸媽過幾天》／財團法人公共電視文化事業基金會 |
| 2024 （第59屆） | 《小O事件簿》／客家電視台                          |
| 2024 （第59屆） | 《青春發言人5》／財團法人公共電視文化事業基金會    |
| 2024 （第59屆） | 《敢動應援團》／財團法人公共電視文化事業基金會     |
| 2024 （第59屆） | 《藝窺究竟》／財團法人公共電視文化事業基金會       |
| 2025 （第60屆） |                                                    |
|                 |                                                    |
|                 |                                                    |
|                 |                                                    |
|                 |                                                    |

## 外部連結
- 廣播電視金鐘獎官方網站 （页面存档备份，存于）
- 歷屆電視金鐘獎得獎入圍名單 （页面存档备份，存于），文化部影視及流行音樂產業局